# (565) Marbachia
(565) Marbachia est un astéroïde de la ceinture principale découvert par Max Wolf le 9 mai 1905.
Il a été ainsi baptisé en référence à la ville allemande de Marbach am Neckar.